# Karin Blaser
Karin Blaser (Langenwang, 27 febbraio 1979) è un'ex sciatrice alpina austriaca specialista di discesa libera e supergigante.
Vanta nel suo palmarès, tra l'altro, tre medaglie ai Mondiali juniores e la Coppa Europa 2003-2004.

## Biografia

### Stagioni 1995-1999
La Blaser iniziò a partecipare a gare FIS nel dicembre 1994; esordì in Coppa Europa il 12 dicembre 1995 a Haus, senza concludere lo slalom gigante in programma, e in Coppa del Mondo il 28 dicembre 1996 nello slalom speciale di Semmering, senza riuscire a qualificarsi per la seconda manche. Ai Mondiali juniores di Schladming 1997 vinse due medaglie d'argento, nella discesa libera e nel supergigante.
In Coppa Europa ottenne il primo podio il 1º febbraio 1998 a Pra Loup, piazzandosi 3ª in discesa libera, e la prima vittoria il 6 gennaio 1999 a Megève nella medesima specialità. Nella stagione 1998-1999 in Coppa del Mondo ottenne il suo miglior piazzamento di carriera, il 5º posto nel supergigante di Sankt Anton am Arlberg del 16 gennaio, mentre in marzo vinse la medaglia d'oro ai Mondiali juniores di Pra Loup nel supergigante.

### Stagioni 2000-2007
Nel dicembre 1999, dopo poche gare, un infortunio la costrinse a chiudere la propria stagione; altri infortuni ne minarono poi il prosieguo della carriera. Nella stagione 2003-2004 in Coppa Europa la Blaser vinse sia la classifica generale sia quella della discesa libera grazie anche a sette podi, con cinque vittorie tra le quali l'ultima in carriera, la discesa libera di Innerkrems del 21 gennaio.
Il 18 marzo 2006 ad Altenmarkt-Zauchensee salì per l'ultima volta sul podio in Coppa Europa, classificandosi 2ª in supergigante; nella medesima località il 13 dicembre 2006 durante un supergigante di allenamento cadde rompendosi il tendine d'Achille e la caviglia del piede destro. Solo pochi giorni prima, il 3 dicembre, aveva disputato quella che sarebbe restata la sua ultima gara, il supergigante di Coppa del Mondo di Lake Louise, che aveva chiuso al 30º posto. In carriera non prese parte né a rassegne olimpiche né iridate.

## Palmarès

### Mondiali juniores
- 3 medaglie:
  - 1 oro (supergigante a Pra Loup 1999)
  - 2 argenti (discesa libera, supergigante a Schladming 1997)

### Coppa del Mondo
- Miglior piazzamento in classifica generale: 38ª nel 1999

### Coppa Europa
- Vincitrice della Coppa Europa nel 2004
- Vincitrice della classifica di discesa libera nel 2004
- 21 podi:
  - 9 vittorie
  - 6 secondi posti
  - 6 terzi posti

#### Coppa Europa - vittorie
| Data             | Località                        | Paese   | Specialità |
| ---------------- | ------------------------------- | ------- | ---------- |
| 6 gennaio 1999   | Megève                          | Francia | DH         |
| 7 gennaio 1999   | Megève                          | Francia | SG         |
| 22 dicembre 2000 | Les Orres                       | Francia | SG         |
| 12 febbraio 2002 | Sella Nevea                     | Italia  | SG         |
| 18 dicembre 2003 | Ponte di Legno/Passo del Tonale | Italia  | DH         |
| 19 dicembre 2003 | Ponte di Legno/Passo del Tonale | Italia  | DH         |
| 7 gennaio 2004   | Tignes                          | Francia | DH         |
| 8 gennaio 2004   | Tignes                          | Francia | DH         |
| 21 gennaio 2004  | Innerkrems                      | Austria | DH         |

Legenda:

DH = discesa libera

SG = supergigante

### Campionati austriaci
- 2 medaglie[1]:
  - 1 argento (supergigante nel 1997)
  - 1 bronzo (discesa libera nel 1998)

### Campionati austriaci juniores
- 11 medaglie[1]:
  - 5 ori (discesa libera, combinata nel 1996; slalom gigante, slalom speciale nel 1997; slalom gigante nel 1999)
  - 4 argenti (supergigante, slalom gigante nel 1996; discesa libera, supergigante nel 1998)
  - 2 bronzi (supergigante nel 1995; slalom gigante nel 1998)